# 1050 Мета
1050 Мета (енгл. 1050 Meta) је астероид главног астероидног појаса са средњом удаљеношћу од Сунца која износи 2,624 астрономских јединица (АЈ).
Апсолутна магнитуда астероида је 12,0 а геометријски албедо 0,010.